# 만주 이름
만주 이름은 만주족의 성명 문화인데, 만주족에게는 일상에서 성을 사용하지 않는 관행과 이름의 첫 음을 마치 성처럼 사용하는 독특한 관행이 있었다. 예컨대 청 중기의 관원인 나단주(那丹珠, Nadanju)는 사람들로부터 나대인(那大人)이라고 불렸다. ‘나대인’이라는 호칭을 보면 그의 성이 ‘나’인 것 같지만, 사실 그의 성은 ‘교르차(만주어: ᡤᡳᡠᡵᡮᠠ Giorca)’였다. 마찬가지로 동치 연간의 고관이었던 뇨후루씨(鈕祜祿氏, 만주어: ᠨᡳᠣᡥᡠᡵᡠ
ᡥᠠᠯᠠ Niohuru Hala)의 자라풍아(扎拉豐阿, 만주어: ᠵᠠᠯᠠᡶᡠᠩᡤᠠ Jalafungga)는 자대야(扎大爺)로 불렸다. 이름의 첫 음인 ‘자’가 ‘대야(大爺)’라는 존칭의 앞에 붙어 마치 성처럼 쓰였던 것이다. 청 제국의 마지막 군주 푸이(溥儀, 만주어: ᡦᡠ ᡳ Pu-I의 동생인 푸계(溥傑, 만주어: ᡦᡠ ᡤᡳᠶᡝ Pu-Giye)는 말년에 주위 사람들로부터 푸 라오(溥老, Pǔ lǎo)라고 불렸다.
푸계는 본래의 성인 ‘아이신 교로(만주어: ᠠᡳᠰᡳᠨ
ᡤᡳᠣᡵᠣ Aisin Gioro)’보다 김(金, Jīn)이라는 한성(漢姓)을 주로 썼으나, 주위 사람들은 그를 ‘김로’ 혹은 ‘애신각라로(愛新覺羅老, Ài xīn jué luó lǎo)’로 부르지 않고, 이름의 첫 음인 ‘푸(溥, 만주어: ᡦᡠ Pu)’를 성처럼 불렀던 것이다.
만주족의 이런 독특한 방식의 관행을 중국 학계에서는 ‘수명성(隨名姓)’이라고 명명하고 있다. ‘수명성’의 관행이 언제부터 시작되었는지는 명확하지 않지만, 아마도 1644년 만주족이 중국 내지에 진입한 후 생겨난 것으로 보인다. 만주족이 본래의 성을 일상에서 사용하지 않으면서, 성을 관직이나 존칭의 앞에 두어 부르는 한인의 관습에 적응한 결과 ‘수명성’의 관행이 나타난 것으로 생각된다. 단, 수명성은 관행이었을 뿐 대대로 계승되어야 할 규범적인 강제력이 부가된 것은 아니었다.
하라(哈拉, 만주어: ᡥᠠᠯᠠ Hala)는 본래 혈연관계를 가진 동일 성씨의 각 가정으로 구성된 씨족 공동체였다. 한 하라에 속한 사람들은 동일한 씨족명칭을 가지는데, 동일한 선조를 숭배하고, 종족의 규정을 준수해야 하며, 씨족 내의 혼인을 엄격히 금한다. 무쿤(穆昆, 만주어: ᠮᡠᡴᡡᠨ Mukūn)은 가족 공동체를 말하는데, 하나의 하라는 다수의 무쿤을 가질 수 있지만, 하나의 무쿤은 두 개 이상의 하라에 동시에 속할 수 없다. 또한 무쿤은 자급자족의 독립경제 단위이며, 생산수단을 공유하여 공동생산, 공동소비를 했다. 최초의 하라와 무쿤은 뚜렷하게 구분되었든데 이후 씨족 조직이 와해됨에 따라 하라는 점차 성씨로 변하였다. 비록 씨족이 성씨로 변하였지만 사람들은 하라라는 명칭을 버리지 않았다. 그런 까닭에 가족인 무쿤 앞에 하라를 덧붙여 하라무쿤(만주어: ᡥᠠᠯᠠ
ᠮᡠᡴᡡᠨ Hala Mukūn)이라는 말이 출현하게 되었다.

## 청 황실
아이신 교로(만주어: ᠠᡳᠰᡳᠨ
ᡤᡳᠣᡵᠣ Aisin Gioro)는 무쿤과 하라의 연칭으로, 아이신(Aisin, 愛新)은 무쿤이요, 교로(Gioro, 覺羅)는 하라이다. 한자로는 애신각라(愛新覺羅)라고 한다. 애신각라라는 한자는 발음을 표기할 수 없는 한자의 특성 때문에 비슷한 음을 가져다 쓴 것인데 이런 표기 방법을 ‘음차(音借)’라고 한다. 
그런데 유사역사학에서는 이 글자 안에서 신라를 찾아내어서는 한자를 자기들 마음대로 해체해서 애신각라는 ‘신라를 잊지 않고 사랑하겠다’는 뜻이라고 주장한다.
청 제국의 제도에 따라 누르가치의 부친 탁시의 직계자손을 욱순(宗室, 만주어: ᡠᡴᠰᡠᠨ Uksun)이라 하여 허리에 황금색 띠를 매었으며, 나중에 세간에서 황대자(黃帶子, 만주어: ᡥᠠᡴ᠋ᠰᠠᠨ
ᡠᠮ‍ᡳᠶᡝᠰᡠᠨ Haksan Umiyesun)로 불렸다. 탁시의 백·숙·형·제의 후예들은 교로(覺羅, 만주어: ᡤᡳᠣᡵᠣ Gioro)라고 해서 홍색 띠를 매었으며 나중에 세간에서 홍대자(紅帶子, 만주어: ᡶᡠᠯᡤᡳᠶᠠᠨ
ᡠᠮ‍ᡳᠶᡝᠰᡠᠨ Fulgiyan Umiyesun)로 불리었는데 그들의 족적(族籍)은 종인부(宗人府, 만주어: ᡠᡴᠰᡠᠨ
ᠪᡝ
ᡣᠠᡩᠠᠯᠠᠷᠠ
ᠶᠠᠮᡠᠨ Uksun-be Kadalara Yamun)에서 관장하였고 족인들은 《옥첩(玉牒, 만주어: ᡥᠠᠨ
ᠢ
ᡠᡴᡠᠨ
ᠢ
ᡝᡷᡝᡥᡝ Han-i Uksun-i Ejehe)》에 등록되어, 모두가 정치·경제상의 일정한 특권을 누렸으나, 청 제국이 망한 뒤에는 이런 특권이 폐지되었다. 사실 아이신 교로 일족은 19세기 말에 이르면 3만 명이 넘는 인구를 가진, 그 자체가 대규모이자 고도로 관료화된 조직이 되었다. 국가에서 특정한 범죄행위로 처벌받은 사람들은 종족에서 축출하라고 요구했고, 과도한 방계 친척을 잘래남으로써 종족의 승인을 제한하는 법률 계속해서 제정했었다.
아이신 교로 하라외에 교로 하라로는, 이르건 교로(Irgen Gioro, 伊爾根覺羅)·슈슈 교로(Šušu Gioro, 舒舒覺羅)·아얀 교로(Ayan Gioro, 阿顔覺羅)·후러 교로(Hule Gioro, 呼倫覺羅)·갸무후 교로(Giyamuhu Giolo, 嘉穆瑚覺羅)·후룬 교로(Hūlun Gioro, 呼伦覺羅)·통얀 교로(Tongyan Gioro, 通颜覺羅)·아하 교로(Aha Gioro, 阿哈覺羅)·차라 교로(Cala Giolo, 察喇覺羅)·시린 교로(Sirin Gioro, 西林覺羅) 등이 있다.

## 청 8대성
만주족에 특히 많았던 8대성은 다음과 같다.
- 나라 하라 Nara hala 那拉
- 퉁갸 하라 Tunggiya Hala 佟佳
- 구왈갸 하라 Gūwalgiya 瓜爾佳
- 마갸 하라 Magiya 馬爾佳
- 소초로 하라 Socoro 索綽羅
- 치갸 하라 Cigiya 齊佳
- 푸차 하라 Fuca hala 富察
- 뇨후루 하라 Niohuru hala 鈕祜祿

신해혁명 이후, 만주족이 한족을 따라 성씨를 고친다. 퉁갸씨는 동(佟), 구왈갸는 관(關), 마갸는 마(馬), 소초로는 색(索), 치갸는 제(齊), 푸차는 부(富), 나라는 나(那), 뇨후루는 랑(郞)으로 바꿨다.

## 이름
만주족 이름은 매우 다채롭게 지어졌고 같은 뜻의 이름이라도 소리를 조금씩 달리한 변이형이 많아 과거 문헌에 등장하는 여진-만주계 이름의 뜻을 정확히 밝혀내지 못한 경우가 꽤 있다. 불행하게도 자료양에서 많은 중국쪽 자료는 한자로 적히면서 소리값이 왜곡되거나, 중국식으로 이름을 변형, 잘라버린 경우가 많아서 정확한 재구음을 밝혀내는데 어려움을 겪고 있다. 청나라 시절에는 중국 한족문화의 영향으로 2음절의 한자어 이름도 등장하여, 건륭제의 이름은 훙리(弘曆)였다.

## 같이 보기
- 중국인의 성명

## 참고 문헌
- Stary, Giovanni. A Dictionary of Manchu Names: A Name Index to the Manchu Version of the "Complete Genealogies of the Manchu Clans and Families of the Eight Banners" Jakūn gūsai Manjusai mukūn hala be uheri ejehe bithe Baqi Manzhou shizu tongpu, Wiesbaden, Harrassowitz ed., 2000. Aetas Manjurica 8.

1. ↑  孙文良 (1990). 《满族大辞典》. 辽宁大学出版社. 617쪽. ISBN 9787561008645., "애신각라씨(愛新覺羅氏), 만족의 성씨로, 나중에 한자 성인 김(金)·조(趙)·조(肇)·라(羅)·애(艾)로 바꿨으며 대대로 요령성 신빈현 일대에서 살았다
2. ↑  이훈. 《만주족 이야기》. 너머북스. ISBN 9788994606514.
3. ↑  한중관계연구소, 「아무르강의 어렵민, 허저족」, 『청아출판사』 4장(『사회조직과 지도자의 역할』), 2017, 81쪽
4. ↑  한중관계연구소, 「아무르강의 어렵민, 허저족」, 『청아출판사』 4장(『사회조직과 지도자의 역할』), 2017, 83쪽
5. ↑  한중관계연구소, 「아무르강의 어렵민, 허저족」, 『청아출판사』 4장(『사회조직과 지도자의 역할』), 2017, 85쪽
6. ↑  김득황 (1995). 《기초만한사전》. 대지문화사. 8쪽.
7. ↑  (瀛生,  《滿語雜識》, 학원출판사, 975쪽
8. ↑  청 황실의 성 `애신각라`는 신라를 생각해서 만든것? - 매일경제[깨진 링크(과거 내용 찾기)]
9. ↑  孙文良 (1990). 《《满族大辞典》》. 辽宁大学出版社. 617쪽. ISBN 9787561008645.
10. ↑  Crossley, Pemela Kyle. 《만주족의 역사》. 돌베게. 69쪽. ISBN 9788971995310.